# Sonata para violín No. 1 (Saint-Saëns)
La Sonata para violín n. ° 1 en Re menor, op . 75 fue escrita por Camille Saint-Saëns en octubre de 1885. Es una obra dedicada a Martin Pierre Marsick y que se estrenó el 9 de enero de 1886 en París. La sonata ha sido considerada como una de las "obras maestras en el olvido" dentro del catálogo de Saint-Saëns, esto se debe en gran medida al alto grado de dificultad técnica que representa su ejecución.

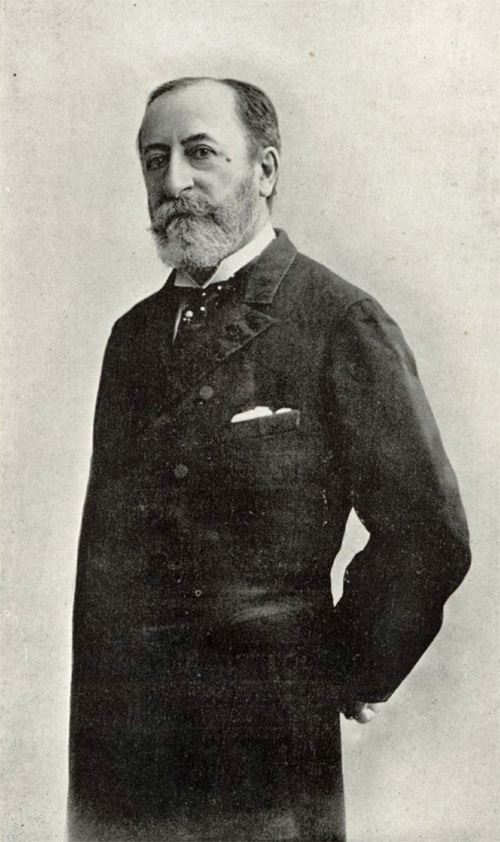
Saint-Saëns, ca. 1880.

## Historia
Antes de componer esta obra, su autor ya había dominado la forma de la sonata. En 1842 —cuando solo tenía seis años de edad— ya había completado un trabajo relevante: la sonata para violín en Re mayor; y entre 1850 y 1852 había trabajado en otra sonata para violín (en Fa mayor) que dejó inconclusa en el segundo movimiento. Hasta 2021, ambas obras tempranas habían permanecido inéditas.
En agosto de 1885, Saint-Saëns escribió al editor musical Durand para comunicarle que tenía la intención de componer un "gran dúo para piano y violín", el cual planeaba completar justo a tiempo para una gira que ya había planeado realizar por Inglaterra. El 13 de octubre, la sonata estaba concluida y su autor recibió la nada despreciable cantidad de 1,200 francos de parte del editor.
En otra carta a Durand, fechada el 18 de noviembre de 1885, Saint-Saëns expresó la dificultad técnica que involucraba la sonata, sugiriendo que solo una criatura mítica podría dominar el movimiento final: "Me pregunto con mucho temor en lo que se convertiría si fuera tocada por un arco distinto al de mis extraordinarios violinistas; será llamada la 'sonata del hipogrifo'". Al hablar de la obra, Saint-Saëns escribe que "ha comenzado su momento de gloria" y que "será aprovechada por todos los  violinistas, de un lado a otro de la Tierra".
La obra fue dedicada a Martin Pierre Marsick, violinista y profesor del Conservatorio de París, para conmemorar su gira por Suiza. Saint-Saëns y Marsick la estrenaron el 9 de enero de 1886 en La Trompette, una sociedad de música de cámara frecuentada por Saint-Saëns.

## Estructura
La sonata tiene cuatro movimientos en dos secciones. El primero y el segundo están unidos; lo mismo ocurre con el tercero y el cuarto (attaca). Saint-Saëns ya había usado esta forma anteriormente cuando escribió su cuarto concierto para piano, y la usaría nuevamente en su tercera sinfonía: en ellas hay un movimiento de apertura rápido que conduce a un movimiento lento, seguido de un scherzo y un final. 
La duración de la sonata ronda los 21 minutos.

## Legado
Saint-Saëns se referiría a esta obra como una "Sonata concierto", y sus biógrafos la han comparado con la Sonata a Kreutzer de Beethoven. Rápidamente ganó popularidad y el propio Saint-Saëns la incluyó frecuentemente en los programas de sus conciertos. También fue promovida por pianistas como Louis Diémer, Raoul Pugno y Édouard Risler, y por violinistas como Eugène Ysaÿe y Jacques Thibaud.  
La obra inspiraría más tarde a Marcel Proust, quien la menciona en Jean Santeuil (escrita en la década de 1890). También parece estar relacionada con la Vinteuil Sonata, obra ficticia que aparece en la novela En busca del tiempo perdido. 
La obra fue arreglada para violonchelo y piano por Ferdinando Ronchini (en 1911), y para arpa y violín por Clara Eissler (en 1907).
El escritor y músico inglés Jeremy Nicholas se ha referido a ella como una de las "obras maestras olvidadas de Saint-Saëns", junto con el Septeto y el Cuarteto de piano.
- Datos: Q3490266

1. ↑  «Saint-Saëns, Camille / Works for Violin and Piano (1): Sonatas for Violin and Piano / Bärenreiter Verlag». www.baerenreiter.com. Consultado el 9 de junio de 2021.
2. ↑  «Details / G. Henle Verlag». www.henle.de. Archivado desde el original el 20 de septiembre de 2022. Consultado el 9 de junio de 2021.
3. ↑  Ratner, Sabina Teller (2002). Camille Saint-Saëns, 1835–1922: A Thematic Catalogue of his Complete Works, Volume 1: The Instrumental Works (en inglés).  Oxford University Press. p.  179–182. ISBN 978-0-19-816320-6.
4. ↑  «Camille Saint-Saëns». Archivado desde el original el 23 de septiembre de 2015. Consultado el 9 de junio de 2021.